# Кардан
Карданното предаване е наречено на името на Джироламо Кардано.
Състои се от един или няколко пресичащи се вала със съединители, чрез които се предава въртеливо движение между агрегати на машини, работещи със значителни вибрации и по-голяма степен на свобода, като с това променят съосието си поради преместването си един спрямо друг. Особено характерно и широко приложение намира за връзка между възлите в транспортните машини, които при движение непрекъснато променят положението едни спрямо други.
Така например в автомобилите двигателят и свързаната с него предавателната кутия са слабо подвижни спрямо рамата, но задвижващият заден мост е подвижен спрямо нея (еластично закрепен) и следователно се премества спрямо кутията. Подобно е положението и при някои мотокари - при тях мостът е неподвижен спрямо рамата, а блокът от двигател и хидродинамичен предавател е еластично закрепен към рамата и следователно кутията и мостът могат относително да се преместват.
Карданното предаване се използва в тракторите и автомобилите с два и повече задвижващи мостове - както между мостовете, така и между тях и разпределителната кутия. Намира приложение при задвижването на прикачна селскостопанска техника, задвижвана от силоотводния вал на трактора. С карданната връзка се осъществява независимостта на движение на двете машини – трактора и прикачната сенакосачка или балировачна машина, тороразпръскваща машина, ремарке за транспорт и зареждане със семена и др.